# هكتور إدواردز غراي
هكتور إدواردز غراي (بالإنجليزية: Hector Edwards Gray)‏ هو فارس نيوزيلندي، ولد في 18 نوفمبر 1885، وتوفي في 8 مارس 1957.